# Mecze reprezentacji Polski B w piłce siatkowej mężczyzn w Lidze Europejskiej

## Mecze Polski

### Liga Europejska 2014
| Nr | Przeciwnik  | Miejsce   | Data       | Wynik (Polska-przeciwnik)               | Impreza      | Raport |
| -- | ----------- | --------- | ---------- | --------------------------------------- | ------------ | ------ |
| 1  | Czarnogóra  | Milicz    | 6 czerwca  | 2:3 (12:25, 25:21, 17:25, 26:24, 10:15) | Faza grupowa |        |
| 2  | Czarnogóra  | Wałbrzych | 8 czerwca  | 1:3 (25:27, 25:23, 14:25, 20:25)        | Faza grupowa |        |
| 3  | Grecja      | Larissa   | 13 czerwca | 1:3 (22:25, 22:25, 25:20, 22:25)        | Faza grupowa |        |
| 4  | Grecja      | Trikala   | 15 czerwca | 3:1 (25:20, 21:25, 25:17, 25:21)        | Faza grupowa |        |
| 5  | Rumunia     | Płock     | 28 czerwca | 2:3 (22:25, 32:30, 20:25, 27:25, 12:15) | Faza grupowa |        |
| 6  | Rumunia     | Płock     | 29 czerwca | 3:1 (22:25, 25:21, 25:16, 25:22)        | Faza grupowa |        |
| 7  | Azerbejdżan | Baku      | 4 lipca    | 3:2 (25:21, 25:20, 20:25, 27:29, 15:12) | Faza grupowa |        |
| 8  | Azerbejdżan | Baku      | 5 lipca    | 3:0 (25:16, 25:14, 25:21)               | Faza grupowa |        |

### Liga Europejska 2015
| Nr | Przeciwnik         | Miejsce    | Data        | Wynik (Polska-przeciwnik)               | Impreza           | Raport |
| -- | ------------------ | ---------- | ----------- | --------------------------------------- | ----------------- | ------ |
| 1  | Dania              | Slagelse   | 4 lipca     | 3:0 (25:22, 25:21, 25:14)               | Faza grupowa      |        |
| 2  | Dania              | Slagelse   | 5 lipca     | 3:0 (25:15, 25:19, 25:16)               | Faza grupowa      |        |
| 3  | Austria            | Twardogóra | 10 lipca    | 3:2 (25:20, 25:15, 27:29, 23:25, 15:11) | Faza grupowa      |        |
| 4  | Austria            | Twardogóra | 11 lipca    | 3:2 (25:22, 15:25, 26:28, 25:18, 15:12) | Faza grupowa      |        |
| 5  | Estonia            | Parnawa    | 17 lipca    | 0:3 (17:25, 19:25, 18:25)               | Faza grupowa      |        |
| 6  | Estonia            | Parnawa    | 18 lipca    | 1:3 (22:25, 25:18, 32:34, 17:25)        | Faza grupowa      |        |
| 7  | Izrael             | Beer Szewa | 31 lipca    | 3:2 (26:24, 21:25, 19:25, 25:19, 15:9)  | Faza grupowa      |        |
| 8  | Izrael             | Beer Szewa | 1 sierpnia  | 3:0 (25:20, 28:26, 25:22)               | Faza grupowa      |        |
| 9  | Macedonia Północna | Kalisz     | 7 sierpnia  | 2:3 (24:26, 25:22, 26:24, 20:25, 12:15) | Faza grupowa      |        |
| 10 | Macedonia Północna | Kalisz     | 8 sierpnia  | 1:3 (25:15, 23:25, 19:25, 22:25)        | Faza grupowa      |        |
| 11 | Słowenia           | Wałbrzych  | 13 sierpnia | 0:3 (15:25, 21:25, 21:25)               | Półfinał          |        |
| 12 | Estonia            | Wałbrzych  | 14 sierpnia | 3:0 (25:22, 25:23, 25:20)               | Mecz o 3. miejsce |        |

## Bilans spotkań według krajów
| Lp.   | Reprezentacja      | Liczba meczów | Wygrane | Wygrane | Wygrane | Przegrane | Przegrane | Przegrane | Bilans meczów wygrane:przegrane | Bilans setów wygrane:przegrane |
| Lp.   | Reprezentacja      | Liczba meczów | 3:0     | 3:1     | 3:2     | 2:3       | 1:3       | 0:3       | Bilans meczów wygrane:przegrane | Bilans setów wygrane:przegrane |
| ----- | ------------------ | ------------- | ------- | ------- | ------- | --------- | --------- | --------- | ------------------------------- | ------------------------------ |
| 1     | Austria            | 2             | 0       | 0       | 2       | 0         | 0         | 0         | 2:0                             | 6:4                            |
| 2     | Azerbejdżan        | 2             | 1       | 0       | 1       | 0         | 0         | 0         | 2:0                             | 6:2                            |
| 3     | Czarnogóra         | 2             | 0       | 0       | 0       | 1         | 1         | 0         | 0:2                             | 3:6                            |
| 4     | Dania              | 2             | 2       | 0       | 0       | 0         | 0         | 0         | 2:0                             | 6:0                            |
| 5     | Estonia            | 3             | 1       | 0       | 0       | 0         | 1         | 1         | 1:2                             | 4:6                            |
| 6     | Grecja             | 2             | 0       | 1       | 0       | 0         | 1         | 0         | 1:1                             | 4:4                            |
| 7     | Izrael             | 2             | 1       | 0       | 1       | 0         | 0         | 0         | 2:0                             | 6:2                            |
| 8     | Macedonia Północna | 2             | 0       | 0       | 0       | 1         | 1         | 0         | 0:2                             | 3:6                            |
| 9     | Rumunia            | 2             | 0       | 1       | 0       | 1         | 0         | 0         | 1:1                             | 5:4                            |
| 10    | Słowenia           | 1             | 0       | 0       | 0       | 0         | 0         | 1         | 0:1                             | 0:3                            |
| Razem | Razem              | 20            | 5       | 2       | 4       | 3         | 4         | 2         | 11:9                            | 43:37                          |

Aktualizacja po LE 2015.

## Bilans spotkań według edycji
| Rok   | Edycja | Miejsce | Liczba meczów | Zwycięstwa | Porażki | Sety  | Trener        |
| ----- | ------ | ------- | ------------- | ---------- | ------- | ----- | ------------- |
| 2014  | XII    | 6.      | 8             | 4          | 4       | 18:16 | Andrzej Kowal |
| 2015  | XIII   | 3.      | 12            | 7          | 5       | 25:21 | Andrzej Kowal |
| Razem | Razem  | Razem   | 20            | 11         | 9       | 43:37 |               |